# Ferdinand Gorton
Ferdinand Gorton (* 5. Dezember 1952 in Klagenfurt am Wörthersee) ist Ehrenlandesjägermeister von Kärnten. Von 1999 bis 2019 war er Landesjägermeister von Kärnten.

## Leben
Ferdinand Gorton wurde als zweiter Sohn des österreichischen Politikers und Großgrundbesitzers Wilhelm Gorton am 5. Dezember 1952 in Klagenfurt geboren. Er absolvierte die Volksschule in Straßburg in Kärnten und besuchte anschließend das Gymnasium in Klagenfurt und Wien. Nach Abschluss der Schule studierte er an der Universität für Bodenkultur in Wien (BOKU) und schloss mit dem Dipl.-Ing-Titel ab. Das Thema seiner anschließenden Doktorarbeit an der BOKU befasste sich mit dem effizienteren Bau von Forststraßen. Nach Abschluss des Studiums war er weitere Jahre an der Universität Wien als Spezialist auf diesem Gebiet tätig.
Anschließend kehrte er nach Kärnten zurück, wo er im väterlichen Betrieb tätig war. Seit dem Jahre 1999, in dem er vom Landesjägerschaftsverband zum Nachfolger von Dieter Senitza gewählt wurde, amtierte er als Landesjägermeister von Kärnten.
Im Jahre 2017 wurde der Gorton Forstbetrieb an den Waffenindustriellen Gaston Glock verkauft. Zu Beginn 500 Hektar, später weitere 150 Hektar. Der Gemeinschaftsbesitz mit seinem Bruder Wilhelm Gorton wurde in die Glock Gut- und Forstverwaltung integriert. Zurzeit sind die Brüder in der Lotteriebranche mit ihrem Unternehmen "Hohe Brücke" tätig.

### Tätigkeiten als Landesjägermeister
Als Landesjägermeister war Gorton in nationalen wie internationalen Medien vor allem für sein Engagement um die Erhaltung des gesellschaftlichen Ansehens der Jagd präsent. Dabei stellte er sich der Kritik namhafter Tierschutzorganisationen und verstand sich stets als Vermittler zwischen den beiden Interessensverbänden. Unter seiner Leitung gelang dabei auch erstmals der tierschutzrechtlich wie jagdhistorisch bedeutende Friedensschluss im Jahr 2002 zwischen den Verbänden von Jagd und Tierschutz wie unter anderem der Jägerschaft, den österreichischen Bundesforsten und des WWF. Dies war der erste Schulterschluss dieser Art im althergebrachten Konflikt um die Nutzung von Naturräumen. Des Weiteren unterstützte er das Projekt der Wiederansiedlung der Bartgeier in den Alpen, eine inzwischen bekannte Touristenattraktion und sprach sich für eine bessere Erläuterung solcher Wiederansiedlungsprojekte aus, um auch einfache Jäger für solche Projekte zu gewinnen. Im Folgejahr initiierte Gorton  nach Vorarlberger Vorbild mitsamt Landesrat Josef Martinz eine Winterschutzkampagne für Wild und Wald, um Skifahrer, Tourengeher und andere Wintersportler von dem Verlassen der gekennzeichneten Pisten und Wege abzubringen und ihnen die damit verbundene Störung des Lebensraums Wald zu erklären.  Das Land Kärnten unterstützte dieses Projekt mit einer Förderung in der Höhe von 50.000 Euro und mehr als 2000 Personen waren hierfür im Einsatz.
Vor allem im Zuge der Medienberichte über den illegal getöteten Braunbären Roznik, bei der von Seiten der Tierschutzorganisationen wieder  über ein Verbot der Jagd diskutiert wurde, fiel Gorton durch seine Vermittlerrolle und dem Bereitstellen einer hohen Ergreiferprämie der Jägerschaft für den Wilderer auf. Mit ihm sprach sich zum ersten Mal ein offizieller Vertreter der Jägerschaft bei einem Bezirksjägertag gegen den Abschuss von Braunbären in Österreich aus. Gorton forderte drastische Konsequenzen für solche Vergehen und berief erstmals einen Bärengipfel für die Ursachenfindung der Bärenwanderschaft von Slowenien nach Österreich ein, was vor allem bei Tierschützern in Norditalien Anerkennung fand.
Kritikern der Jagd hielt Gorton den wirtschaftlichen Aspekt gegenüber, wonach im gesamten europäischen Wirtschaftsraum jährlich über 15 Milliarden Euro durch die Jagd und der mit ihr verbundenen Teilbereiche umgesetzt werden.
Als Landesjägermeister war Gorton mit zuständig für die Finanzen der Kärntner Jägerschaft. Als im Jahre 2009 die von ihm unterstützte Umwandlung von einer Interessensgemeinschaft zu einer Körperschaft öffentlichen Rechts nicht die ursprünglich geplante Kostensenkung von 365.000 Euro einbrachte, sondern  Mehrkosten in der Höhe von 700.000 Euro verursachte, geriet Gorton vom Rechnungshof unter Kritik. Gorton gab an, zu diesen Kosten zu stehen, erklärte sich aber bereit, sich jede Art von Verbesserungsvorschlägen anzusehen.
Nach über zwanzig Jahren als Landesjägermeister ging Gorton im 67. Lebensjahr in Pension. Zu seinem Nachfolger wurde Walter Brunner gewählt. Für seine langjährigen Verdienste um die Kärntner Jägerschaft wurde er als Ehrenlandesjägermeister ernannt.

## Auszeichnungen
- 2009: Silbernes Ehrenzeichen der Kärntner Jägerschaft[13]
- 20??: Großes Ehrenzeichen des Landes Kärnten[14]
- 2012: Großes Goldenes Ehrenzeichen des Landes Kärnten[15]
- 2019: Goldenes Ehrenzeichen für Verdienste um die Republik Österreich
- 2019: Ehrenlandesjägermeister von Kärnten

## Publikationen
- Kurz-Statement zum Thema Wildlebensräume. in: 12. Österreichische Jägertagung 2006 zum Thema Erhaltung und Gestaltung von Wildlebensräumen. Irdning 2006, ISBN 3-901980-86-5.
- Zur Situation der Beutegreifer in Kärnten. in: 13. Österreichische Jägertagung 2007 zum Thema Räuber und Beute. Irdning 2007, ISBN 978-3-901980-97-8.